# Pascale Doger
Pascale Doger (* 27. Oktober 1961) ist eine ehemalige französische Judoka. Sie gewann zwei Bronzemedaillen bei Weltmeisterschaften und war 1985 Europameisterin.

## Sportliche Karriere
Pascale Doger kämpfte im Halbleichtgewicht, der Gewichtsklasse bis 52 Kilogramm. Sie gewann insgesamt fünf französische Meistertitel (1979, 1981–1983 und 1985).
1980 wurden in New York City erstmals Judo-Weltmeisterschaften für Frauen ausgetragen. Die Französinnen gewannen bei den Wettkämpfen in jeder der acht Gewichtsklassen eine Medaille, Pascale Doger erkämpfte eine Bronzemedaille in der zweitleichtesten Klasse. Im März 1982 belegte Doger bei den Europameisterschaften in Oslo den dritten Platz. Ende 1982 fanden die Weltmeisterschaften in Paris statt. Doger unterlag im Halbfinale der Japanerin Kaori Yamaguchi, den Kampf um eine Bronzemedaille gewann sie gegen die Italienerin Patricia Montaguti. 1983 bezwang Doger bei den Europameisterschaften in Genua im Halbfinale Edith Hrovat aus Österreich, im Finale unterlag sie der Britin Loretta Doyle. Bei den Weltmeisterschaften 1984 in Wien schied Doger in ihrem ersten Kampf gegen die Niederländerin Inge Heuvelmans aus. Im März 1985 fanden in Landskrona die Europameisterschaften 1985 statt. Im Halbfinale bezwang Pascale Doger die Britin Karen Briggs und im Finale die Schwedin Tipi Kantojärvi. Im gleichen Jahr siegten die Französinnen auch bei den Mannschafts-Europameisterschaften.